# Carlos Ríos
Carlos Ríos (Santa Teresita,1967) es un poeta y novelista argentino. Ha publicado poemas sueltos y libros de poemas y una novela, editada en 2009. Obtuvo diversos premios literarios por su obra poética y cuentística. 

## Desarrollo literario
Nació en Santa Teresita en 1967. Es autor de los libros de poemas Media romana (Ediciones El broche, 2001), La salud de W.R. (Dársena3, 2005), La recepción de una forma (Bonobos, México, 2006) y Nosotros no (Ediciones UNL, 2011); de las plaquetas La dicha refinada (dársena3, 2009) y Háblenme de Rusia (Goles Rosas, 2010); de la novela Manigua (Entropía, 2009) y del relato A la sombra de Chaki Chan (Trópico Sur Editor, Uruguay, 2011).
En 1994 fue finalista en el Concurso Nacional para Jóvenes Narradores Haroldo Conti. Recibió el Primer Premio del Concurso de Poesía Ginés García, provincia de Buenos Aires,y una mención en el Concurso Nacional de Poesía Fundación Octubre, ambos en el año 2001. En 2004 obtuvo el Primer Premio del Concurso Universitario de Poesía en el estado de Puebla, México, por su libro La recepción de una forma.
Su novela Manigua es "acaso el único libro surgido del Partido de la Costa" "condensa una historia de una belleza hipnótica sobre un mundo que se desintegra".
Fue seleccionado por el poeta David Huerta para integrar el Anuario de Poesía Mexicana 2005, publicado por el Fondo de Cultura Económica (FCE) y en ese mismo país fue finalista, ganador y jurado de varios premios literarios.
El mismo año fue declarado Visitante Distinguido por el Ayuntamiento de Huejotzingo, estado de Puebla, México.
También en Puebla -donde vivió entre 2002 y 2009- coordinó el Taller de iniciación a la novela y dio clases sobre técnicas narrativas en la Escuela de Escritores-Puebla de la Sociedad General de Escritores de México (Sogem) y el Taller de creación literaria de la Universidad Iberoamericana Golfo Centro. En 2008 integró la Comisión Técnica del Programa de Estímulo a la Creación y al Desarrollo Artístico, encargada de seleccionar proyectos en el área de Letras por el Fondo Estatal para la Cultura y las Artes de Puebla (Foescap).
Actualmente coordina talleres de lectura y escritura en cárceles bonaerenses y es coeditor de la editorial platense El Broche.

## Obras

### Poesía
- Media Romana (La Plata: Ediciones El Broche, 2001)[4][5][6]

- La salud de W.R. (Mar del Plata: Dársena 3, 2005)

- La recepción de una forma (Toluca: Bonobos, 2006)
- Códice Matta (Puebla: Caja Negra, 2008)
- La dicha refinada (Mar del Plata: Dársena 3, 2009)
- Háblenme de Rusia / Iglú (Mar del Plata: Goles Rosas, 2010)
- Nosotros no/La recepción de una forma (Santa Fe: Universidad Nacional del Litoral, 2011)
- Perder la cabeza (Santa Fe: Ediciones Diatriba, 2013)
- Deserción en Ch’ŏngjin (City Bell: Barba de Abejas, 2014)
- Unidad de traslado (La Plata: Píxel, 2014)
- Excursión a Farandulí (Bahía Blanca: Vox, 2015)
- Un shock póstumo (Rosario: Editorial Municipal de Rosario, 2017)
- Cucarachas (La Plata: El Sueño del Panda, 2017)
- No le toques ya más (seudónimo: Nemesio Gamboa. La Plata: Oficina Perambulante, 2018)
- Deus ex machina (La Plata: Oficina Perambulante, 2019)
- El canto del diamante cebra (seudónimo: Narulla Batalla. Santa Teresita: Oficina Perambulante, 2020)

### Narrativa

#### Novelas
- Manigua (Buenos Aires: Entropía, 2009)
- Cuaderno de Pripyat (Buenos Aires: Entropía, 2012)
- Lisiana (La Plata: EME; Bajo La luna, 2014)
- En saco roto (La Plata: EME; Bajo La luna, 2014)
- Cuaderno de campo (La Plata: EME; Bajo La luna, 2014)
- Rebelión en la ópera (La Plata: Club Hem, 2015)
- Obstinada pasión (Santiago de Chile: RIL, 2015)
- Cielo ácido (Buenos Aires: Clase Turista, 2014; Santiago de Chile: Lagüey, 2017)
- Falsa familia (La Plata: EME, 2022)

#### Relatos
- A la sombra de Chaki Chan (La Plata: Ediciones El Broche, 2011; Maldonado: Trópico Sur, 2012)
- El artista sanitario (Córdoba: Postales Japonesas, 2012)
- Casapuente (Buenos Aires: Los Proyectos, 2014)
- Dos padres (Buenos Aires, Ministerio de Cultura de la Nación, 2015)
- Tuve que quemar (La Plata: Oficina Perambulante, 2019)
- El pequeño Belcebú (La Plata: Bulk Editores, 2020)
- Hikikomori argentino (La Plata: Bulk Editores; Oficina Perambulante, 2020)

### Ensayo
- Ecosistema de los libros cartoneros (Santiago del Estero: Tóxicxs, 2022)